# Кастеланца
Кастеланца (итал. Castellanza) је насеље у Италији у округу Варезе, региону Ломбардија.
Према процени из 2011. у насељу је живело 14223 становника. Насеље се налази на надморској висини од 222 м.

## Становништво
| 1936. | 1951.  | 1961.  | 1971.  | 1981.  | 1991.  | 2001.  | 2011.  |
| ----- | ------ | ------ | ------ | ------ | ------ | ------ | ------ |
| 8.366 | 10.154 | 12.140 | 15.011 | 15.936 | 15.586 | 14.569 | 14.244 |